# 夜撫でるメノウ/幽霊東京
『夜撫でるメノウ/幽霊東京』（よるなでるメノウ/ゆうれいとうきょう）は、Ayaseの1作目の配信限定シングル。2021年9月8日より配信が開始された。

## 背景
Ayase自身のボカロ曲をセルフカバーした、Ayaseとしては初の配信限定シングルである。
YouTubeにてボカロ版とセルフカバー版の合算で約1,500万回再生を記録している「夜撫でるメノウ」と、約2,000万回再生を記録している「幽霊東京」の高い人気を誇る2曲を、ファンからのリクエストに応える形で配信限定シングルとして配信リリースすることになったものである。なお、「夜撫でるメノウ」はEP『幽霊東京』にもCD限定で収録されている。

## 収録曲
（全作詞・作曲・編曲: Ayase）
1. 夜撫でるメノウ 
原曲は初音ミクボーカルによる楽曲で、2019年2月10日にニコニコ動画に、同年2月11日にYouTubeに動画が投稿された[5][6]。
2. 幽霊東京 
原曲は初音ミクボーカルによる楽曲で、EP『幽霊東京』が初出。2019年12月3日にニコニコ動画とYouTubeに動画が投稿された[7][8]。